# 36ª Brigata Garibaldi "Alessandro Bianconcini"
La 36ª Brigata Garibaldi "Alessandro Bianconcini" fu una brigata partigiana che operò nell'Appennino imolese-faentino. Assunse la denominazione "Bianconcini" nel maggio 1944, mentre il numerale le fu assegnato presumibilmente tra l'agosto e il settembre del 1944.

## Costituzione e attività
La Trentaseiesima riuniva i partigiani della IVª Brigata d'assalto Garibaldi e del gruppo che dopo l'8 settembre 1943 aveva fatto capo a Giovanni Nardi (Caio). Sia Caio che il comandante della IVª Brigata Libero Lossanti (Lorenzini) erano stati uccisi insieme a numerosi altri partigiani. I superstiti, con Luigi Tinti (Bob) come comandante e Guido Gualandi (il Moro) come commissario politico, andarono a costituire una delle Brigate più numerose, raggiungendo in breve tempo le 1600 unità.
La Brigata (che dal settembre 1944 fu divisa in quattro battaglioni di quattro compagnie ciascuno con l'obiettivo di scendere verso Bologna, Imola e Faenza e liberarle prima dell'arrivo degli Alleati) oltre ad incursioni nei paesi, sequestri e redistribuzioni dei raccolti tra i contadini, sostenne numerosi scontri con le forze nazifasciste. Tra questi si ricordano in particolare quello di Monte Battaglia, la battaglia del Castagno, quella di Ca' di Malanca e quella di Ca' di Guzzo (28 settembre 1944).

## Persone legate alla Brigata
- Dante Cassani (Gario)
- Elio Giorgi (Tossignano)
- Elio Gollini (Sole)
- Guido Gualandi (il Moro)
- Sesto Liverani (Palì)
- Giovanni Palmieri
- Orlando Rampolli (Teo)
- Orfeo Sabattani (e Fatór)
- Luigi Tinti (Bob)
- Graziano Zappi (Mirco)
- Andrea Gualandi
- Renzo Nardi (il Ferrarese)
- Luciano Bergonzini (Stampa)
- Enrico Lipparini (Rodriguez)
- Francesco Martignani (Cucciolo)
- Guerino Beghelli (Guerra)[5]
- Dosi Arcangelo
- Silvestrini Ivonne
- Sasdelli Riniero Pietro (Pirèn)